# Xpadder
Xpadder è un software che funziona da emulatore di tasti input proventienti da tastiera, mouse o usando un controller joystick.
Inizialmente, era usato per i giochi senza controller o con mancanza di impostazioni per i tasti.
Xpadder può supportare 16 controllers contemporaneamente, questo per emulare qualsiasi gioco multiplayers, il programma sta aumentando questo numero nel tempo. Inoltre il programma supporta la modalità vibrazione e levette analogiche dei joystick moderni, così come per i grilletti.
Compatibile con i sistemi operativi windows : Windows XP, Windows Server 2003, Windows Vista, Windows 7, Windows 8 e Windows 10, con architettura 32 o a 64 bit. 

## Funzioni
- Emulazione di mouse e tastiera
- Gestione del profilo del controller utilizzato
- Supporto per vari tipi di controller
- Supporta l'uso di 16 controller contemporaneamente
- Supporto per la vibrazione nei controller compatibili
- Supporto per controller speciali (chitarra, tamburi, volanti, pedali, ecc ...)

## Limitazioni
- Xpadder non funziona in alcuni giochi multiplayer online che utilizzano programmi anti-hacker. Ma questo problema è stato risolto utilizzando PunkBuster, software che raggira il controllo delle periferiche e rende Xpadder accettato senza problemi.
- Giochi che utilizzano il blocco di GameGuard o Xpadder.[1]
- I tasti "PrintScreen / PrtSc" e "Pause / Break" non sono supportati.

## Status
Il 9 ottobre 2008, il creatore di Xpadder, Jonathan Firth, ha deciso di interrompere lo sviluppo del programma in versione 5.3, ma all'inizio del 2009, Jonathan ha deciso di riprendere lo sviluppo di Xpadder e lanciare una versione speciale 5.4 come una versione commerciale. E che tutte le versioni successive alla 5.4 sarebbero come questa. La versione gratuita (5.3) è ancora disponibile sui siti di download.
In data 18 marzo 2010, Jonathan ha deciso che chi acquista il programma, si avrà libero accesso a tutte le versioni successive di Xpadder e rilasciato il download gratuito tutte le versioni precedenti, tranne l'ultimo. Ha anche deciso di cambiare la metodologia di denominazione della versione del programma. Ha adottato il sistema di data internazionale (anno / mese / giorno) per definire l'ultima versione.